# Руководитель полиции
Руководитель полиции (фин. poliisijohtaja) — одна из высоких должностей в полиции Финляндии. Выше её находится должность генерального директора полиции (фин. poliisiylijohtaja).
Должность руководителя полиции сосредоточена в Дирекции полиции Финляндии, но она существует также в ряде отдельных учреждений, таких как Полицейское управление Хельсинки, Полицейская академия и Центральное криминальное полицейское управление.